# Фогтлендишес-Оберланд
Фогтлендишес-Оберланд (нем. Vogtländisches Oberland) — упразднённая община в Германии, в земле Тюрингия. Входила в состав района Грайц. Создана в 1999 году и упразднена в 2012. Население составляло 3,0 тыс. человек (2009). Занимала площадь 71,62 км². Коммуна подразделялась на 6 сельских округов. Бургомистром была Сабина Леман от местного блока.